# در پوست من (فیلم)
در پوست من (فرانسوی: Dans ma peau‎) فیلمی به کارگردانی مارینا ده وان محصول سال ۲۰۰۲ در فرانسه است.

## داستان
یک زن پس از تحمل یک تصادف بد شکل به‌طور فزاینده‌ای مجذوب بدن خود می‌شود.